# Antonio Caballero Holguín
Antonio Caballero Holguín (Bogotá, 15 de mayo de 1945 - Bogotá, 10 de septiembre de 2021)fue un politólogo, historiador, escritor, periodista y caricaturista colombiano.

## Biografía
Antonio Caballero nació en Bogotá el 15 de mayo de 1945, en un hogar acomodado y aristocrático de la capital colombiana. Estudió algunos años de su formación primaria en el Instituto Ramiro de Maeztu de Madrid (España), que complementó con una educación familiar cuando vivía en Tipacoque, en Boyacá, tierra natal de su padre. 
Su familia fue víctima de la violencia bipartidista, puesto que a principios de los años 1950, grupos paramilitares conservadores acosaron a sus padres hasta que estos decidieron radicarse definitivamente en Bogotá. A mediados de los 50, a raíz del cierre del diario El Tiempo por parte de la dictadura del general Gustavo Rojas Pinilla, diario en el que trabajaba su padre, Antonio y sus hermanos se trasladaron a Europa, viviendo alternadamente entre España y Colombia.  
Más adelante, estudió en el Colegio Mayor de Nuestra Señora del Rosario, y después en el Gimnasio Moderno, ambos en Bogotá, en donde se graduó como bachiller académico. Comenzó sus estudios de Derecho en la Universidad del Rosario, aunque aprovechando el reciente nombramiento de su padre como embajador en la Unesco, se trasladó a París donde continuó sus estudios en Ciencia Política.
Uno de los primeros hechos que lo impactaron políticamente fue la Revolución Cubana de 1959, pero su inicio en el periodismo tendría lugar durante su estancia en París, cuando presenció las protestas de mayo de 1968: París fue el escenario de una serie de revueltas que por primera vez mostraron la capacidad de organización y rebelión de una generación desencantada frente al orden establecido. Sin embargo, a raíz del caos que desataron las revueltas, la facultad de Ciencias Políticas cerró y Caballero no pudo continuar sus estudios, por lo cual se vio forzado a volver a Bogotá. 
Colaboraba con El Tiempo desde 1964 como caricaturista, con su serie «Cartones», que se publicó en ese diario hasta 1974. Poco después volvió a Europa y viajó por Italia, Grecia, España e Inglaterra. Se instaló en Londres, donde se inició como redactor para la BBC de Londres y la revista The Economist. Posteriormente se trasladó a Roma, donde permaneció alrededor de un año antes de partir a Grecia; allí se instaló en Cefalonia, donde subsistió durante un año de los dibujos que vendía semanalmente.
De Grecia partió a Madrid cuando Juan Tomás de Salas fundó la revista Cambio 16; allí escribió para la revista hasta 1975. Regresó entonces a Colombia para escribir en la revista Alternativa, la cual había sido fundada en 1974 con el propósito de mostrar las luchas populares y brindarle voz a la oposición política y los sindicatos que en ese entonces se empezaban a articular contra el establecimiento, pero que eran ignorados y solo vistos como bandolerismo o sindicalismo subversivo.
Permaneció como jefe de redacción y corresponsal internacional de la revista hasta su última publicación. Allí publicó dos series de caricaturas, bajo el título «Macondo» y «El Señor Agente». Sin embargo, en una conversación con Enrique Santos, aseguró que escribir en la revista había reprimido su estilo y tono de escritura, puesto que cualquier artículo debía pasar por un consejo de redacción para ser corregido y aprobado. Su voz pasaba entonces a formar parte de la voz unívoca en la que se conglomeraban las otras voces del grupo de Alternativa.
En la década de 1980 fue columnista de El Espectador. En 1996 regresó a la revista Semana. Desde entonces sostuvo una columna semanal sobre política y actualidad y la serie de caricaturas «Monólogo». A fines de 2020 renuncia para unirse al canal digital Los Danieles. Desde estos espacios de opinión se caracterizó como uno de los críticos más agudos de los sucesivos gobiernos de Colombia y de la influencia de Estados Unidos en la política interna colombiana.
A raíz de la llamada «Guerra contra las Drogas» y la instauración del Plan Colombia, Caballero denunció por muchos años la presencia del narcotráfico en la vida social, militar, política, artística y religiosa. En su discurso siempre sale a relucir lo ineficiente de la lucha en contra de las drogas, la doble moral de los países consumidores frente a los productores, la conveniencia de los primeros en mantener una guerra en contra de los narcotraficantes y la de la clase dirigente de los países productores al escudarse en este conflicto para mantener las desigualdades.
Antonio Caballerio Holguín falleció a los 76 años en Bogotá, el viernes 10 de septiembre de 2021, tras graves quebrantos de salud, y después de sufrir dos paros cardiorrespiratorios.

## Obra

### Obra literaria
En 1984 Caballero incursionó en la novela de ficción con la publicación de Sin remedio. La novela cuenta las aventuras y desdichas de Escobar, un poeta frustrado en la convulsionada Bogotá de los años 70 o, simplemente, como él mismo la definió, «una novela sobre lo difícil que es escribir poesía». Pese a su éxito de crítica, la novela duró descontinuada hasta que en 2004, la editorial Alfaguara la reeditó. En 2008 fue traducida al francés. Sin remedio ha sido considerada por la crítica nacional como una de las novelas más representativas del género urbano en Colombia. La novela se ha usado como base incluso para estudios doctorales en Estados Unidos acerca de la transformación urbanística de la ciudad de Bogotá.
En 1989 escribió Isabel en Invierno, un libro infantil que también ilustró. En noviembre de 1996 apareció publicado en el primer número de la revista El Malpensante un cuento suyo, "El padre de mis hijos", que fue parte de la recopilación de Luz Mary Giraldo, Cuentos del Fin de Siglo, antología de escritores colombianos, editada en 1999 por Seix Barral.

### Obra periodística
Varias recopilaciones de sus columnas y crónicas han sido publicadas en Colombia. La primera, editada por editorial La Hoja, se llamó 15 años de mal agüero. El 1999 fue distinguido por la Editorial Planeta con su premio de periodismo y la publicación de la antología No es por aguar la fiesta.
En el ámbito de la crítica de arte, la obra de Caballero fue recogida en Paisajes con Figuras, de 1997 y reeditada en 2009.
En 2000, El Áncora Editorial publicó Y Occidente conquistó al mundo, una crónica "entre el gran pavor del año 1000 y el gran terror del año 2000". Las ilustraciones en esta ocasión corrieron a cargo del español Juan Ballesta.
Caballero es taurino y uno de los principales cronistas y defensores de la fiesta brava. En este ámbito ha publicado Los Siete Pilares del Toreo (2003) y Torero en el Sillón (2010). En 2011 suscribió un Manifiesto en favor del toreo, junto con figuras como Alfredo Molano Bravo.

## Influencias literarias
Ricardo Sánchez Ángel muestra dentro del repertorio de escritores de Antonio Caballero a Jean-Paul Sartre como uno de los focos que le han permitido consolidar su escritura en lo que respecta al ensayo político. Henry de Montherlant ha sido también otras de sus influencias y con quien tuvo presente la importancia del cambio de tonos, temas, estilos, la escritura libre y al gusto del autor. 
Asimismo las lecturas del escritor, iniciadas desde muy joven, han sido otro de sus aportes literarios, Calderón de la Barca, Miguel de Cervantes, San Juan de la Cruz, son algunos ejemplos, al igual que textos de la picaresca española (El diablo cojuelo y El lazarillo de Tormes) y obras de Robert Musil, con quien concibió la novela como género abierto; otros escritores dentro de sus lecturas como León Tolstoi, Ernest Hemingway, Gustave Flaubert, Fiódor Dostoievski, William Faulkner, Gabriel García Márquez, Julio Cortázar, Tomás Carrasquilla, entre otros.
En cuanto a sus rasgos humorísticos presente en gran parte en su periodismo, Sánchez menciona su proveniencia a partir de la influencia de Hernando Martínez Rueda, poeta cuya poesía se ve marcada por el cinismo, la ferocidad, la improvisación y el humor, componentes que le ayudaron a condensar una buena escritura en sus verso.

### La caricatura
El estilo crítico de Antonio Caballero empezó a trazarse bajo las impresiones que le provocaron el acontecimiento de mayo del 1968, sus primeras expresiones críticas aparecen en los cartones, cuyos inicios son flojos y poco recibidos en Bogotá, puesto que sus expresiones carecen de movilidad, tienen cierto hermetismo y salpullido metafísico. El hermetismo de ese entonces, se debió a que eran cartones solo perceptibles para el autor y sus allegados, es decir, para quienes vivían en la ciudad.
El tiempo y el trabajo restituyeron el estilo inmóvil de los cartones por el estilo ágil y variado de los dibujos que, asimismo, lograron romper con la comprensión hermética del humor bogotano para traspasar su comprensión a otras regiones colombianas; para volverse figuras que plasmaban el entonces de la historia de Colombia, pero sobre todo, figuras de una comedia colombiana.
Se ha caracterizado las diferencias de los cartones y caricaturas de Caballero a partir de la imaginación y realidad. Los cartones forman parte de la imaginación del escritor, mientras las caricaturas pertenecen a la realidad política social mostrada con crueldad, sin elogios y en la que se encuentra los estereotipos populares, el factor común de la sociedad de donde Caballero pudo difundir una compresión eficaz y general.
Algunas figuras representativas y pertenecientes a ambos polos de la sociedad son: los burgueses, políticos, militares, cardenales (propios de la clase alta) y hombres y mujeres comunes de barrio popular (representantes de la clase baja). De las anteriores figuras empleadas en la caricatura de Caballero se ha mencionado en el prólogo de uno de sus libros de caricaturas:

…no son caricaturas de personajes conocidos, sino que cada cuadro es una caricatura completa de toda la sociedad colombiana, que a Antonio Caballero parece parecerle pervertida y condenada, y que a su modo de ver no tiene salvación...

En 1994 recibió el Premio Simón Bolívar por sus caricaturas políticas.

## Familia
Antonio Caballero Holguín era miembro de varios círculos aristocráticos de su ciudad, destacando a varios miembros de ambos partidos tradicionales, pese a que Antonio se consideraba ateo y librepensador. 

### Ascendencia

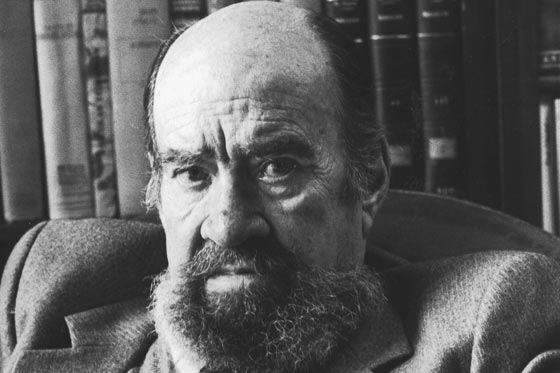
Su padre, Eduardo Caballero.

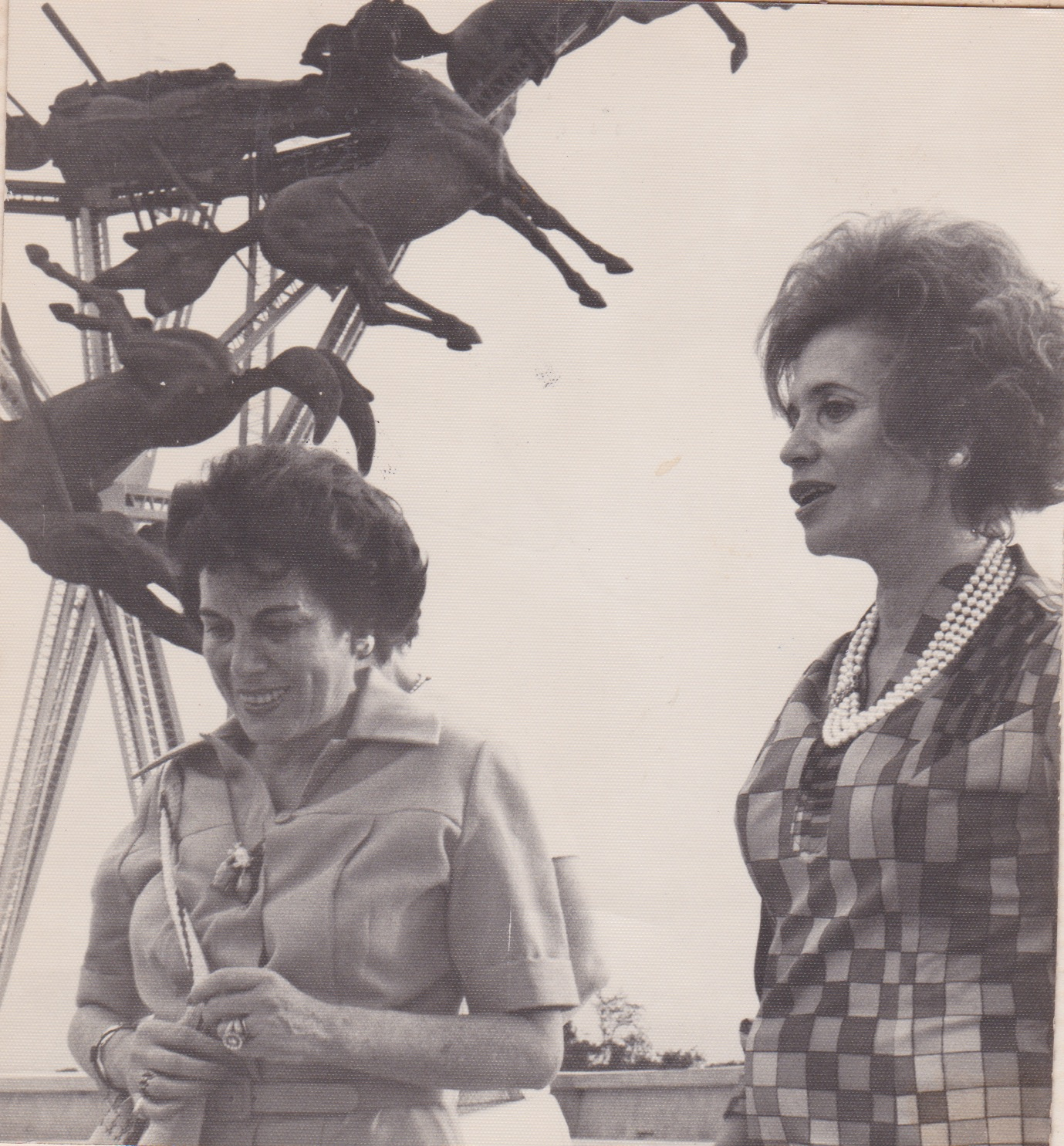
Cecilia Caballero de López (izq), su prima.

Era hijo del escritor y periodista Eduardo Caballero Calderón, autor del libro "El Cristo de espaldas" y conocido como "Swann" y de su esposa Isabel Holguín Dávila, casados en Bogotá en 1939; siendo sus hermanos el artista Luis y la escritora Beatriz Caballero Holguín.  

#### Los Caballero Barrera
Su padre era hermano del periodista y escritor Lucas Caballero Calderón "Klim", trabajador habitual del periódico El Tiempo, medio en el que laboraba como caricaturista, columnista y periodista. Los hermanos Caballero Calderón eran hijos a su vez del militar y político liberal Lucas Caballero Barrera. Lucas, su abuelo, era tío de los escritores Luis y Agustín Nieto Caballero, quienes eran hijos de una hermana de Lucas. Los hermanos Nieto Caballero eran, en suma, sus primos. 
En adición, la periodista Cecilia Caballero Blanco, era prima suya por ser sobrina de su abuelo Lucas, y se casó con el político y abogado Alfonso López Michelsen, hijo del expresidente Alfonso López Pumarejo, nieto del banquero Pedro A. López, y bisnieto del influyente artesano Ambrosio López Pinzón, uno de los primeros militantes del Partido Liberal. López Michelsen llegó a ser presidente de Colombia en 1974. 

#### Los Holguín Dávila
Su madre, llamada cariñosamente "Belle", era sobrina de los políticos Álvaro, Hernando, Clemencia y Margarita Holguín y Caro, y nieta del expresidente de Colombia Carlos Holguín Mallarino, y de su esposa Margarita Caro Tobar. Su tío abuelo era el también expresidente Jorge Holguín Mallarino, quien estaba casado con Cecilia Arboleda Mosquera, hija del expresidente Julio Arboleda Pombo y sobrina de los expresidentes y hermanos Joaquín y Tomás Cipriano de Mosquera.  Su tía abuela Clemencia era la esposa del expresidente Roberto Urdaneta Arbeláez.
Por ese linaje, Antonio era primo de la excanciller María Ángela Holguín, del artista Jorge Holguín Uribe, de los hermanos Carlos y Andrés Holguín Holguín, y pariente lejano de la dirigente de izquierda Clara López Obregón, quien es sobrina segunda del expresidente López Michelsen, y bisnieta del expresidente Jorge Holguín.

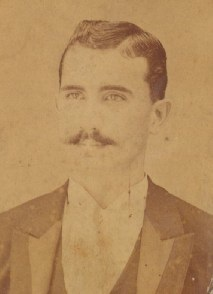
Su tío abuelo José Domingo Dávila Pumarejo.

Por el lado de su abuela Margarita, Isabel Holguín era sobrina nieta del expresidente Miguel Antonio Caro, hijo del poeta José Eusebio Caro, quien era a su vez hijo de Nicolasa Ibañez, uno de los amores del expresidente Simón Bolivar. Caro era confundador del Partido Conservador Colombiano junto a su amigo y socio, el expresidente Mariano Ospina Rodríguez. Como detalle curioso, la hermana de Nicolasa Ibáñez, Bernardina, fue amante del expresidente Francisco de Paula Santander, y era la abuela del político Carlos Michelsen Uribe, de quien es nieto el expresidente López Michelsen.
Respecto a los Dávila, "Belle" era hija del militar Juan Manuel Dávila, hermano del dirigente e industrial José Domingo Dávila Pumarejo. Los hermanos Dávila eran nietos del exsenador José Domingo Pumarejo, uno de los fundadores del conservatismo junto a Ospina y Caro, y a su turno eran primos del político y periodista Alberto Pumarejo Vengeoechea, y pariente por tanto del expresidente López Pumarejo, del banquero Julio Mario Santodomingo, y del político Jaime Pumarejo Heins.

## Obras publicadas

### Novela
- Sin remedio, 1984

### Caricatura
- Reflexionémonos: 20 años de caricaturas, 1986
- Este país, 1998

### Literatura infantil
- Isabel en invierno, 1989

### Sobre toros
- Toro, toreros y público, 1992
- A la sombra de la muerte, 1994
- Los siete pilares de un torero, 2003
- Torero de sillón, 2010

### Periodismo
- Quince años de mal agüero: 1981-1996, artículos de prensa, 1996
- No es por aguar la fiesta, 1999
- Patadas de ahorcado: Caballero se desahoga, una conversación con Juan Carlos Iragorri, 2003
- Mano a mano, 2004, conversaciones con Enrique Santos Calderón
- Comer o no comer y otras notas de cocina, 2014
- El oficio de opinar, 2016

### Sobre arte
- Paisaje con figuras : crónicas de arte y literatura, 1997
- Luis Caballero erótico, 2010

### Sobre historia
- Y occidente conquistó el mundo : entre el gran pavor del año 1000 y el gran terror del año 2000, 2000
- Historia de Colombia y sus oligarquías (1498 - 2017) - Digital.[11]